# Komisariat Straży Granicznej „Włoszakowice”
Komisariat Straży Granicznej „Włoszakowice” – jednostka organizacyjna Straży Granicznej pełniąca służbę ochronną na granicy polsko-niemieckiej w latach 1930–1939.

## Formowanie i zmiany organizacyjne
W drugiej połowie 1927 roku przystąpiono do gruntownej reorganizacji Straży Celnej. W praktyce skutkowało to rozwiązaniem tej formacji granicznej.
Rozporządzeniem Prezydenta Rzeczypospolitej Polskiej Ignacego Mościckiego z 22 marca 1928, do ochrony północnej, zachodniej i południowej granicy państwa, a w szczególności do ich ochrony celnej, powoływano z dniem 2 kwietnia 1928 Straż Graniczną.
W 1928 funkcjonował podkomisariat Włoszakowice w komisariacie Straży Granicznej „Zaborowo”. 
Rozkazem nr 11 z 9 stycznia 1930 o reorganizacji Wielkopolskiego Inspektoratu Okręgowego dowódca Straży Granicznej płk Jan Jur-Gorzechowski ustalił numer (1/11) i organizację samodzielnego już komisariatu „Włoszakowice”.

## Służba graniczna
Sąsiednie komisariaty:
- komisariat Straży Granicznej „Kaszczor” ⇔ komisariat Straży Granicznej „Zaborowo” − styczeń 1930

## Funkcjonariusze komisariatu
| Kierownicy/komendanci komisariatu | Kierownicy/komendanci komisariatu | Kierownicy/komendanci komisariatu | Kierownicy/komendanci komisariatu |
| stopień                           | imię i nazwisko                   | okres pełnienia służby            | kolejne stanowisko                |
| --------------------------------- | --------------------------------- | --------------------------------- | --------------------------------- |
| aspirant (ppor. piech. rez.)      | Leon Mazurkiewicz                 | był w 1932 –                      | †1940 Charków                     |
| Zastępcy komendanta komisariatu   |                                   |                                   |                                   |
| przodownik                        | Zbigniew Prabudzki                | 1 V 1939 –                        |                                   |

## Struktura organizacyjna
Organizacja komisariatu w styczniu 1930:
- 1/11 komenda − Włoszakowice
- placówka Straży Granicznej I linii „Zaborówiec”
- placówka Straży Granicznej I linii „Zbarzewo”
- placówka Straży Granicznej I linii „Niechłód”
- placówka Straży Granicznej II linii „Włoszakowice”
- placówka Straży Granicznej II linii „Leszno”